# Конча Веласко
Конча Веласко Варона (ісп. Concepción Velasco Varona; 29 листопада 1939, Вальядолід — 2 грудня 2023, Мадрид) — іспанська акторка, співачка, танцюристка й телеведуча.

## Вибіркова фільмографія
- День святого Валентина (1959)
- Пастка для Каталіни (1963)
- Сюзана (1969)
- Пім, пам, пум… вогонь! (1975)
- Ернесто (1978)
- Париж-Тімбукту (1999)
- Московське золото (2003)

## Нагороди
- Премія Гойя: 2012
- Премія Fotogramas de Plata: 1974, 1981, 1984, 1988, 1992, 2001, 2009, 2014
- Премія Ondas: 2012
- Премія Max: 2002
- Премія TP de Oro: 1984, 2008